# (541039) 2018 BG9
(541039) 2018 BG9 es un asteroide perteneciente al cinturón de asteroides descubierto el 1 de octubre de 2005 por el equipo del Lowell Observatory Near-Earth-Object Search desde la Estación Anderson Mesa (condado de Coconino, cerca de Flagstaff, Arizona, Estados Unidos).

## Designación y nombre
Designado provisionalmente como 2018 BG9.

## Características orbitales
2018 BG9 está situado a una distancia media del Sol de 3,049 ua, pudiendo alejarse hasta 3,392 ua y acercarse hasta 2,706 ua. Su excentricidad es 0,112 y la inclinación orbital 11,91 grados. Emplea 1945,01 días en completar una órbita alrededor del Sol.

## Características físicas
La magnitud absoluta de 2018 BG9 es 15,5. 